# Плавёнки
 Плавёнки  — деревня в Жарковском муниципальном округе Тверской области.

## География
Находится в юго-западной части Тверской области на расстоянии приблизительно 20 км по прямой на северо-запад по прямой от районного центра поселка Жарковский на правом берегу реки Межа.

## История
Деревня уже была отмечена на карте 1846—1863 годов. В 1859 году здесь (территория Поречского уезда Смоленской губернии было учтено 5 дворов, в 1927 — 15. До 2022 года входила в состав ныне упразднённого Новосёлковского сельского поселения.

## Население
Численность населения: 48 человек (1859 год), 2 (русские 100 %) в 2002 году, 0 в 2010.